# Stab

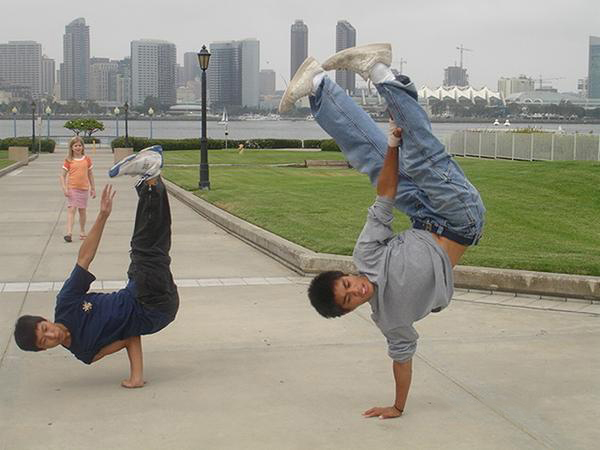
O b-boy da esquerda faz o stab com o braço direito na lateral do abdômen para facilitar sua cadeira aérea.

No breakdance, o esfaqueamento ou facada, em inglês stab, é uma técnica de dança de sustentação necessária para realizar vários movimentos do downrock e do powermove, pois permite que todo o peso do dançarino (breaker: b-boy ou b-girl) seja suportado pelas partes ósseas ou músculos rígidos (do abdômen ou costas), gasta assim energia muscular mínima para manter o equilíbrio.

## Característica
O stab é realizado realizando o processo olécrano do cotovelo, que é apoiado firmemente contra os ossos ou músculos tensos do abdômen, costelas ou costas. A facada mais básica, é apoiar o cotovelo contra a espinha ilíaca ântero-superior (próximo à região do apêndice), enquanto isso, a mão é colocada contra o chão. 
O rádio e a ulna são mantidos perpendiculares ao solo com o peso do corpo de cada lado do ponto de contato mantido em perfeito equilíbrio. Supondo que esse equilíbrio seja mantido, o resto do corpo pode ser suspenso acima do solo em qualquer posição desejada.